# USS Segundo (SS-398)
Za druga plovila z istim imenom glejte USS Segundo.
USS Segundo (SS-398) je bila jurišna podmornica razreda balao v sestavi Vojne mornarice Združenih držav Amerike.
Med drugo svetovno vojno je podmornica opravila 5 bojnih patrulj.